# Вишнівська сільська рада (Рогатинський район)
| Вишнівська сільська рада — орган місцевого самоврядування у Рогатинському районі Івано-Франківської області з адміністративним центром у с. Вишнів. Історична дата утворення: 18 листопада 1986 року. Сільській раді підпорядковані населені пункти: - с. Вишнів - с. Зруб |

## Склад ради
Рада складається з 14 депутатів та голови.

### Керівний склад ради
| ПІБ                         | Основні відомості                                                                                        | Дата обрання | Дата звільнення |
| --------------------------- | --- | ------------ | --------------- |
| Фультинський Федір Іванович | Сільський голова, 1974 року народження, освіта                                                           | 26.03.2006   | 31.10.2010      |
| Фультинський Федір Іванович | Сільський голова, 1974 року народження, освіта середня спеціальна, член політичної партії 'Наша Україна' | 31.10.2010   |                 |

Примітка: таблиця складена за даними джерела